# Azetidine-2-carbonzuur
Azetidine-2-carbonzuur (Aze) is een in planten voorkomend niet-proteïnogeen aminozuur, een homoloog van proline. Aze is, net als proline, een heterocyclische verbinding, stikstof maakt deel uit van de ringstructuur.  Tijdens de synthese van tRNA wordt geen onderscheid gemaakt tussen Aze en proline.  Tijdens de translatie wordt het onderscheid ook niet gemaakt waardoor Aze in proteïnes ingebouwd kan worden op de plek van proline.

## Laboratoriumsynthese
Zoals bijna alle aminozuren is Aze optisch actief.  Optisch actief Aze is bereid, uitgaande van optisch actief 2,4-diaminobutaanzuurdihydrochloride.  Onder invloed van salpeterigzuur en zoutzuur wordt 4-amino-2-chloorbutaanzuur gevormd dat onder invloed van barietwater ringsluiting geeft tot Aze.  Racemisch Aze wordt (in kleine opbrengst) verkregen door bromering van 4-aminobutaanzuur tot 4-amino-2-broombutaanzuur dat vervolgens ook met behulp van een oplossing van bariumhydroxide omgezet wordt in Aze.

## Giftigheid

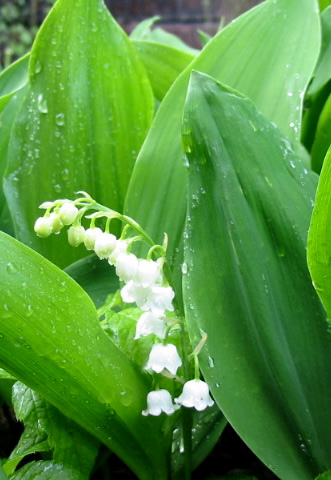
Lelietje-van-dalen

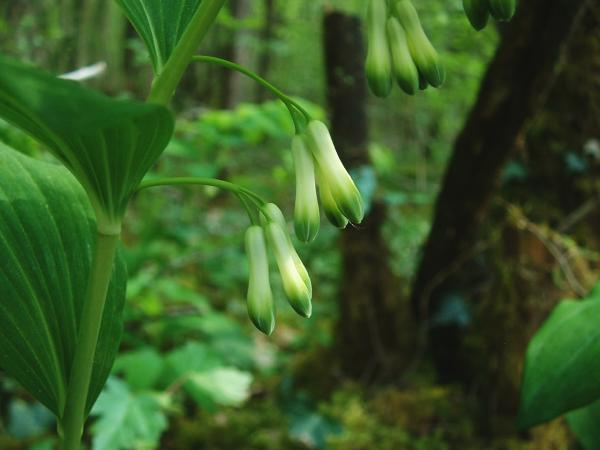
Salomonszegel

Bij planten is aangetoond dat wanneer azetidine-2-carbonzuur in plaats van proline wordt ingebouwd in proteïnes de groei ervan verstoord wordt.  Bij predatoren  treedt vergiftiging op evenals teratogene afwijkingen (bij onder andere eenden, hamsters, muizen en konijnen.  Aze heeft dus duidelijk een functie voor de plant die de stof aanmaakt in zijn strijd met concurrerende vegetatie en predatoren.  Bij mensen leidt het inbouwen van Aze tot afwijkingen in de secundaire en tertiaire structuur van onder andere collageen, keratine en hemoglobine.  De documentatie met betrekking tot de giftigheid van Aze en de gevolgen van het inbouwen ervan in menselijke eiwitten is om begrijpelijke redenen beperkt, waardoor een precieze beschrijving van de effecten nu (april 2015) niet mogelijk is.  Planten die zelf deze verbinding synthetiseren kunnen op basis van een hoogspecifiek prolyl-tRNA-synthetase de ongecontroleerde opname van (S)-Azetidine-2-carbonzuur in hun eigen eiwitten voorkomen.

## Voorkomen
Azetidine-2-carbonzuur is voor het eerst beschreven in 1955 als bestanddeel van wortelstokken en blad van bepaalde planten.  Het voorkomen in grotere hoeveelheden is aangetoond in twee soorten planten: Lelietje-van-dalen (Convallaria majalis) en Salomonszegel (Polygonatum officinale).  Aze komt ook voor in een groot aantal planten van de vlinderbloemenfamilie.  In kleine hoeveelheden is het aangetoond in  verschillende soorten biet, waaronder de suikerbiet.